# Laz (Finistère)
Laz (bretonisch Laz) ist eine französische Gemeinde im Westen der Bretagne im Département Finistère mit 684 Einwohnern (Stand 1. Januar 2022). Sie gehört zum Arrondissement Châteaulin und zum Kanton Briec.

## Lage
Die Gemeinde liegt rund 32 Kilometer östlich der Atlantikküste in der Nähe des Flusses Aulne und Rande des Höhenzuges Montagnes Noires. 
Quimper liegt 25 Kilometer südwestlich, die Groß- und Hafenstadt Brest 55 Kilometer nordwestlich und Paris etwa 470 Kilometer östlich (Angaben in Luftlinie).

## Verkehr
Bei Châteaulin, Briec und Rosporden gibt es Abfahrten an der Schnellstraße E 60 Brest-Nantes. In Châteaulin, Quimper und Rosporden halten Regionalbahnen an der Bahnlinie Brest-Nantes. 

## Bevölkerungsentwicklung
| Jahr                       | 1962 | 1968 | 1975 | 1982 | 1990 | 1999 | 2010 | 2020 |
| Einwohner                  | 1025 | 996  | 863  | 786  | 706  | 694  | 696  | 683  |
| Quellen: Cassini und INSEE |      |      |      |      |      |      |      |      |

## Sehenswürdigkeiten
- Kirche Saint-Germain und Saint-Louis

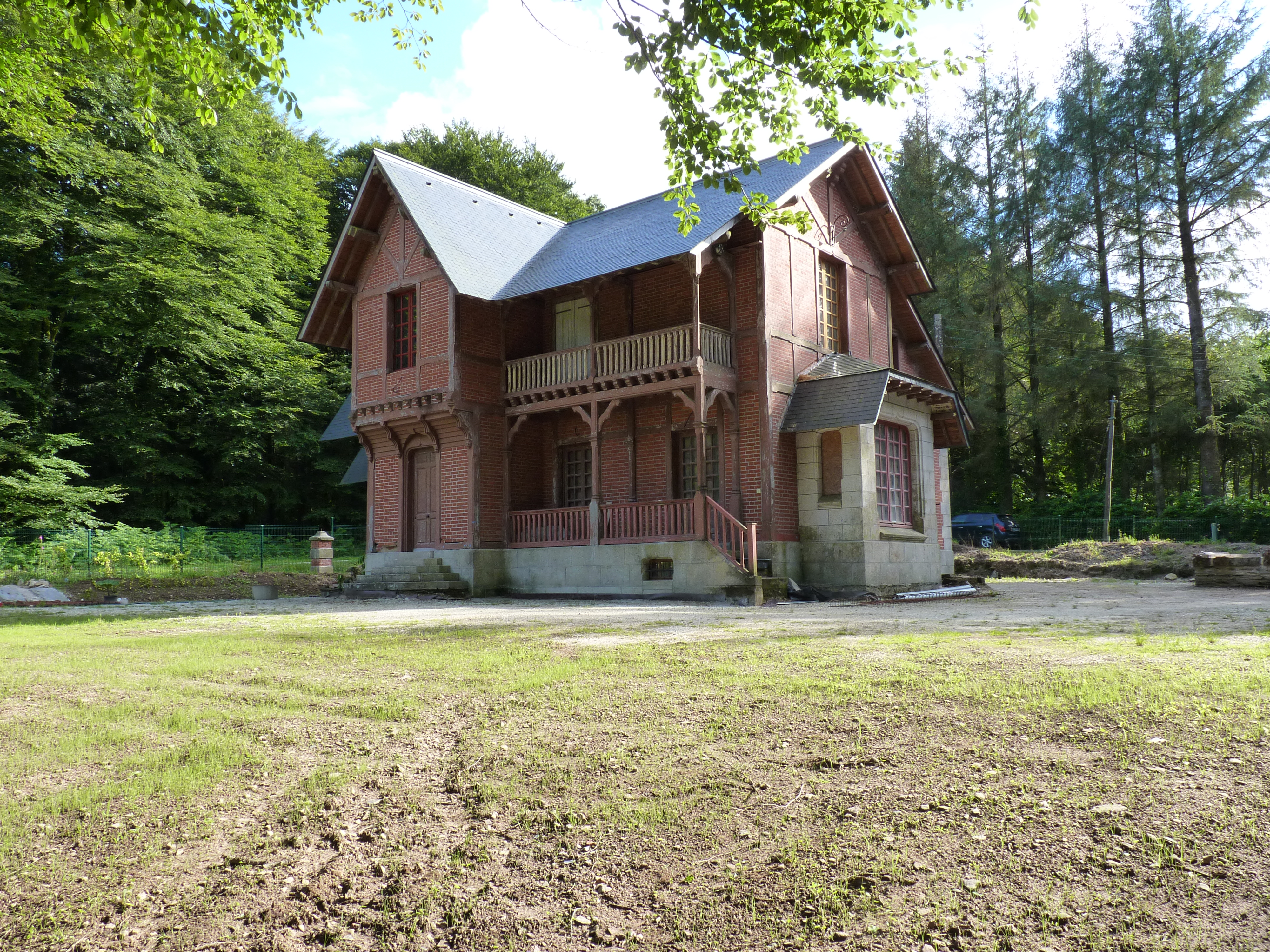
Ehemaliges Jagdschloss

- ehemaliges Jagdschloss Moniven